# Searsioides calvala
Searsioides calvala är en fiskart som först beskrevs av Matsui och Rosenblatt, 1979.  Searsioides calvala ingår i släktet Searsioides och familjen Platytroctidae. Inga underarter finns listade i Catalogue of Life.